# Dalia Ofer
Dalia Ofer (hebräisch דליה עופר; * 8. Januar 1939 in Jerusalem) ist eine israelische Neuzeithistorikerin und Professorin für Geschichte mit dem Fokus auf Holocaust und jüdischer Geschichte an der Hebräischen Universität Jerusalem. 
Sie ist die Tochter von Arie Ze’ev Steinbrecher und Rachel Schumacher, die beide in den 1930er Jahren nach Palästina einwanderten. Sie besuchte bis 1956 die Hebräische Universität Jerusalem und diente anschließend in der Nachal. 1958 heiratete sie Gur Ofer und zog in den Kibbuz Ein Gev. 1959 zog die Familie nach Jerusalem. Ab 1964 unterrichtete sie zeitweise an der Hebräischen Universität und 1981 promovierte sie mit der Dissertation Illegal Immigration to Palestine 1939–1941. Seit 1995 lehrte sie als Professorin an der Hebräischen Universität.
Ihre Forschungen und Publikationen zum Holocaust haben Migration, Alltagsleben und Frauenperspektiven zum Schwerpunkt.

## Veröffentlichungen
- Escaping the Holocaust, Illegal Immigration to the Land of Israel 1939–1944. New York: Oxford University Press, 1990, ISBN 0-19-506340-6
- The Dead-End Journey: The Tragic Story of the Kladovo-Sabac Group. Lanham, Maryland: University Press of America, 1996, ISBN 0-7618-0199-5, Mitautorin war Hannah Wiener.
- Women in the Holocaust. New Haven: Yale University Press, 1998, ISBN 0-300-07354-2, Mitherausgeberin war Lenore L. Weitzman.
- Holocaust Survivors: Resettlement, Memories, Identities. New York: Berghahn Books, 2012, ISBN 978-0-85745-247-4, Mitherausgeberinnen waren Francoise S. Ouzan und Judith Tydor Baumel-Schwartz.